# Magic Spellcraft
Albums de Artefact
Son of Solstice
(2003) Ruins
(2008)
Magic Spellcraft est le second album d'Artefact, enregistré dans le studio de Kallaghan du groupe Sikh et masterisé dans les studios Finnvox en 2005. Il est distribué par Rupture Music. L'artwork de couverture est de Metalex. 
L'album est sorti le 18 mai 2006. Dans ce second opus, composé et enregistré à son retour du Wacken Open Air, et après y avoir obtenu un troisième prix, Artefact montre une évolution vers une maturité puissante : passages épiques, couleurs médiévales, vocals black et profonds, chœurs, ambiances fantastiques
.

## Titres
1. "Magic Spellcraft"
2. "Neolithic Era"
3. "Blizzard Dwarf Army"
4. "Mount Doom"
5. "Altar of Nocturnal Forest"
6. "Castle"
7. "High Landscape Travel"
8. "Hyperion"
9. "Eerie Anthem"

Un titre supplémentaire, intitulé "Entertainment System", fut enregistré pendant les sessions d'enregistrement de cet album mais ne fut pas retenu sur la track-list finale. Il fut toutefois distribué dans les CD promotionnels, ainsi qu'en téléchargement gratuit sur le site internet du groupe. Il s'agit d'un instrumental reprenant les thèmes des jeux vidéo Zelda, Castlevania et Gargoyle's Quest.

## Participants
- Runenlyd – Vocals
- Aldébaran – Guitares, chœurs, claviers
- Alucard – Guitare
- Ranko – batterie
- Alexis – basse
- Metalex - artwork